# Dakataua
Der zurzeit inaktive Stratovulkan Dakataua markiert den nördlichen Endpunkt der Willaumez-Halbinsel auf der zum Bismarck-Archipel im Pazifischen Ozean gehörenden Insel Neubritannien in Papua-Neuguinea. Nur etwas mehr als zweieinhalb Kilometer flaches Gelände trennen ihn vom direkt südlich anschließenden, 1155 Meter hohen, erloschenen Vulkan Bola (auch Wangore genannt).
Hauptmerkmal des Dakataua ist seine riesige Caldera (9,3 Kilometer in Nord-Süd- und 11,8 Kilometer in West-Ost-Ausdehnung), die von einem großen, mindestens 120 Meter tiefen Süßwassersee gefüllt ist. Die Caldera entstand um 800 ± 50 im Zuge einer sehr massiven plinianischen Eruption, die mit dem Wert 6 auf dem Vulkanexplosivitätsindex klassifiziert werden kann. Dabei wurden etwa zehn Kubikkilometer Tephra ausgeworfen – vergleichbar mit dem Ausbruch des Pinatubo im Jahr 1991. Durch die schlagartige Leerung der oberflächennahen Magmakammer brach der Gipfel des Berges unter seinem Eigengewicht ein und bildete die heutige weitläufige Caldera. Der Dakataua verlor dabei den Großteil seiner ursprünglichen Höhe; heutzutage ragen die Kraterränder nur noch knapp 400 Meter empor. Die Seeoberfläche liegt etwa 50 oder 73 Meter über dem Meeresspiegel. Eine nordöstlich des Dakataua auf dem Ozeanboden ausgemachte Trümmer- und Schuttablagerung könnte Hinweis auf einen großen Felssturz oder Flankenkollaps noch vor der Calderabildung sein.
Wenigstens fünf weitere Eruptionen im Laufe der folgenden Jahrhunderte füllten die Caldera teilweise wieder auf und formten eine von Süden wachsende Landzunge, die den See mittlerweile fast in zwei Hälften teilt. Hauptsächlich dafür verantwortlich dürften die Aktivitäten des andesitischen Mount Makalia sein, der sich mit 350 Metern Höhe auf der Landzunge erhebt. Die bislang letzten Ausbrüche am Dakataua-Komplex ereigneten sich um 1895, als sich drei Schlacken- und Aschenkegel bildeten und es am Mount Makalia zu einem Lavaausfluss gen Osten kam, der in der ansonsten dichten Vegetation noch heute als deutlicher Kontrast zu sehen ist. Im Moment werden am Gipfel des Mount Makalia lediglich Solfatare beobachtet.